# Georges de Créqui-Montfort
Henri-Marie-Georges Le Compasseur de Créqui-Montfort de Courtivron, marquis de Courtivron, né le 27 septembre 1877 à Sainte-Adresse et mort le 4 avril 1966 à Neuilly-sur-Seine, est un explorateur, anthropologue, militaire, diplomate, homme d'affaires et tireur sportif français.

## Biographie
Georges de Créqui-Montfort est le fils de Philippe Stanislas Le Compasseur de Créqui Montfort, marquis de Courtivron, et de la danseuse Eugénie Fiocre, ainsi que l'arrière petit-fils de Louis-Philippe-Marie de Courtivron.
Licencié es-lettres et en droit, il est envoyé en 1903 par le Ministère de l'instruction publique en mission en Bolivie, au Pérou, au Chili et au Nord de l'Argentine. À la tête de la mission scientifique française baptisée "Créqui-Monfort", il est chargé d'explorer les hauts plateaux andins aux côtés de Eugène Sénéchal de Lagrange et de Victor Huot.
Dans la province argentine de Jujuy, en compagnie de l'archéologue argentin Eric Boman, il découvre le site pré-inca de Tastil (es). Au cours de cette mission, Georges Courty et Adrien de Mortillet sont chargés de réaliser des fouilles archéologiques sur le site de Tiahuanaco. Réalisant d'importants travaux ethnographiques et archéologiques, Créqui-Montfort rapporte de nombreux objets à Paris. Avec un rare désintéressement, il donne à l'État tous les objets recueillis en vue de constituer le noyau dur de la collection d'un futur musée d'archéologie amérindienne à Paris.
En 1910, il épouse Helen Agnès Anne de Polignac (1886-1978), fille du prince Camille Armand Jules Marie de Polignac, général de division, parti se battre aux États-Unis aux côtés des Sudistes durant la guerre de sécession, et de Rita Knight. Ils ont trois enfants :
- Camille Anne-Marie Le Compasseur Créqui Monfort de Courtivron (1914-2015), mariée en 1937 avec Louis Le Duc de Lillers (1906-1991, fils d'Edmond de Lillers)
- Roger Le Compasseur Créqui Monfort de Courtivron (1916-1944), artiste peintre, aspirant-artilleur, chevalier de la Légion d'honneur, croix de guerre, mort pour la France.
- Jacques Camille Marie Georges Le Compasseur Créqui Monfort de Courtivron (1911-1920), décédé en bas âge.

Il est membre du conseil d'administration de la Compagnie française de banque et de mines puis du Crédit mobilier français.
Capitaine d'infanterie durant la guerre 1914-1918, il est appelé en 1917 à rejoindre le Haut commissariat de la République française aux États-Unis, et réside à Washington avec son épouse. Il devient l'aide de camp du général Henri Claudon, chef de la mission militaire française, chargé de l'instruction des troupes américaines.
Après la guerre, il devient délégué général de la mission Fayolle aux États-Unis et au Canada en 1921, puis délégué général de la mission Jacques Cartier en 1934. En 1937, il est nommé directeur de la mission Cavelier de la Salle, située à nouveau aux États-Unis et au Canada.
Il est inhumé au cimetière de Passy (1re division).

## Athlète olympique
Il participa aux Jeux olympiques d'été de 1912 et de 1924. En 1912, il finit 6e avec l'équipe française de tir aux pigeons par équipes et 35e en individuel, 6e avec l'équipe française de pistolet à 30 mètres par équipes et 26e en individuel au pistolet tir rapide à 25 mètres. En 1924, il termine 21e en individuel au pistolet tir rapide à 25 mètres.

## Distinctions
Le marquis Henri Le Compasseur Créqui Monfort de Courtivron est :
- Commandeur de la Légion d'honneur le 13 décembre 1953 (fait chevalier le 9 mars 1906, puis officier le 27 avril 1922)
- Croix de guerre 1914–1918 avec palmes
- titulaire d'une médaille de sauvetage d'argent (1896) ;
- médaillé d'or de la Société de géographie (1910) ;
- président de la Société des Américanistes de 1928 à 1958 et trésorier en 1911 ;
- vice-président de la Société de géographie ;
- membre de la Société France-Amérique ;
- membre fondateur de la Société préhistorique française en 1904.